# Saison 3 de Veronica Mars
Chronologie
Saison 2 Veronica Mars, le film
Cet article présente le guide des épisodes de la troisième saison  de la série télévisée Veronica Mars.

## Généralités
La saison débute là (ou presque) où la saison 2 s'est terminée, ce qui change du passage de la saison 1 à la saison 2, et nous épargne les retours en arrière, et un nouveau générique pour la série toujours sur fond de « We used to be friend » des Dandy Warhols mais avec un rythme moins rapide.

## Distribution de la saison

### Acteurs et actrices crédités au générique
- Kristen Bell (VF : Laura Préjean) : Veronica Mars
- Percy Daggs III (VF : Yoann Sover) : Wallace Fennel (15 épisodes)
- Jason Dohring (VF : Charles Pestel) : Logan Echolls
- Tina Majorino (VF : Élodie Ben) : Cindy "Mac" Mackenzie (10 épisodes)
- Michael Muhney (VF : Tanguy Goasdoué) : Don Lamb (8 épisodes)
- Chris Lowell (VF : Jonathan Amram) : Stosh Piznarski (11 épisodes)
- Francis Capra (VF : Axel Kiener) : Eli « Weevil » Navarro (10 épisodes)
- Ryan Hansen (VF : Julien Allouf) : Dick Casablancas (14 épisodes)
- Julie Gonzalo (VF : Sauvane Delanoë) : Parker Lee (11 épisodes)
- Enrico Colantoni (VF : Érik Colin) : Keith Mars

### Acteurs et actrices crédités de façon récurrente
- Brandon Hillock (VF : Philippe Siboulet) : Adjoint Jerry Sacks (12 épisodes)
- Chastity Dotson (VF : Sylvie Jacob) : Nish Sweeney (8 épisodes)
- Patrick Fabian (VF : Jérôme Rebbot) : Hank Landry (8 épisodes)
- Jaime Ray Newman (VF : Anne Dolan) : Mindy O'Dell (8 épisodes)
- Krista Kalmus (VF : Catherine Cipan) : Claire Nordhouse (7 épisodes)
- Ed Begley Jr. (VF : Gabriel Le Doze) : Cyrus O'Dell (6 épisodes)
- James Jordan (VF : Stéphane Marais) : Timothy "Tim" Foyle (6 épisodes)
- Ken Marino (VF : Olivier Cordina) : Vinnie Van Lowe (6 épisodes)
- Daran Norris (VF : Marc Bretonnière) : Clifford "Cliff" McCormack (4 épisodes)
- Rodney Rowland (VF : Guillaume Orsat) : Liam Fitzpatrick (3 épisodes)
- Max Greenfield (VF : Adrien Antoine) : Leonardo "Leo" D'Amato (2 épisodes)
- Amanda Noret (VF : Caroline Victoria) : Madison Sinclair (2 épisodes)
- Charisma Carpenter (VF : Malvina Germain) : Kendall Casablancas (1 épisode)
- Duane Daniels (VF : Hervé Caradec) : Van Clemmons (1 épisodes)
- Christopher B. Duncan (VF : Thierry Mercier) : Clarence Wiedman (1 épisode)
- Dan Castellaneta (VF : Philippe Peythieu) : Dr Kinny (épisode 2)
- Kyle Secor (VF : Régis Lang) : Jake Kane (1 épisode)

## Épisodes

### Épisode 1:Cadeau de bienvenue
- États-Unis /  Canada : 3 octobre 2006 sur The CW / SunTV[2]
- France : 23 avril 2007 sur M6

- États-Unis : 3,33 millions de téléspectateurs (première diffusion)

- Ken Marino (Vinnie Vanlowe)
- Patrick Fabian (Dr Landry)
- James Jordan (Tim Foyle)
- Andrew McClain (Moe)
- Jason Beghe (Cormac Fitzpatrick)
- Joshua Harto (Donald Fagan)
- Charisma Carpenter (Kendall Casablancas)

- Weevil et Don Lamb n'apparaissent pas dans cet épisode.
- Musique : Rump Shaker de Wreckx-N-Effect, Buttons de The Pussycat Dolls, Socks and Shoes de Four Fifty One, Waited So Long de Cheryl Murdock.

### Épisode 2:Jeu de rôle
- États-Unis : 10 octobre 2006 sur The CW
- France : 24 avril 2007 sur M6

- États-Unis : 2,96 millions de téléspectateurs (première diffusion)

- Andrew McClain (Moe)
- Rodney Rowland (Liam Fitzpatrick)
- Jason Beghe (Cormac Fitzpatrick)
- David Tom (Chip Diller)
- Samm Levine (Samuel Horshack)
- Rider Strong (Rafe)
- Chastity Dotson (Nish)
- Keri Lynn Pratt (Halley)
- Rachelle LeFevre (Marjorie)
- Dan Castellaneta (Dr Kinny)

### Épisode 3:Une question de confiance
- États-Unis : 17 octobre 2006 sur The CW
- France : 25 avril 2007 sur M6

- États-Unis : 3,12 millions de téléspectateurs (première diffusion)

- Ed Begley Jr. (Cyrus O'Dell)
- Chastity Dotson (Nish)
- Ryan Devlin (Mercer Hayes)
- Armie Hammer (Kurt)
- Lindsey McKeon (Trish)
- Sam Horrigan (Brian 'Pop' Popovich)
- Erik Eidem (Larry)
- Krista Kalmus (Claire)

### Épisode 4:Faux frère
- États-Unis : 24 octobre 2006 sur The CW
- France : 26 avril 2007 sur M6

- États-Unis : 3,33 millions de téléspectateurs (première diffusion)

- Laura San Giacomo (Harmony Chase)
- Matt Czuchry (Norman Phips)
- Ryan Eggold (Charlie Stone)
- Chastity Dotson (Nish)
- David Tom (Chip Diller)
- Krista Kalmus (Claire)
- Parry Shen (Charleston Chu)

### Épisode 5:Hold up
- États-Unis : 31 octobre 2006 sur The CW
- France : 27 avril 2007 sur M6

- États-Unis : 2,7 millions de téléspectateurs (première diffusion)

- Richard Grieco (Steve Botando)
- Ed Begley Jr. (Cyrus O'Dell)
- Robert Ri'chard (Mason)
- Michael B. Silver (Professeur Winkler)
- James Jordan (Tim Foyle)
- Ryan Devlin (Mercer Hayes)
- Daran Norris (Cliff McCormack)
- Blake Shields (Officier Harrison)
- Ryan Pinkston (Danny Rossow)
- Krista Kalmus (Claire)
- Jaime Ray Newman (Mindy O'Dell)
- Josie Loren (Chloe)
- Dianna Agron (Jenny Budosh)

### Épisode 6:Les Tricheurs
- États-Unis : 7 novembre 2006 sur The CW
- France : 2 mai 2007 sur M6

- États-Unis : 2,75 millions de téléspectateurs (première diffusion)

- Ed Begley Jr. (Cyrus O'Dell)
- Laura San Giacomo (Harmony Chase)
- Robert Ri'chard (Mason)
- Chastity Dotson (Nish)
- Patrick Fabian (Hank Landry)
- James Jordan (Tim Foyle)
- Ryan Devlin (Mercer Hayes)
- Krista Kalmus (Claire Nordhouse)
- Adam Rose (Max)
- Matt McKenzie (le coach)
- Michael B. Silver (David Winkler)
- Jaime Ray Newman (Mindy O'Dell)

### Épisode 7:Ceux qui nous aiment
- États-Unis : 14 novembre 2006 sur The CW
- France : 3 mai 2007 sur M6

- États-Unis : 2,69 millions de téléspectateurs (première diffusion)

- Laura San Giacomo (Harmony Chase)
- Amanda Walsh (Meryl)
- Rodney Rowland (Liam Fitzpatrick)
- Ken Marino (Vinnie Vanlowe)
- Taylor Sheridan (Danny Boyd)
- Ryan Devlin (Mercer Hayes)
- Patrick Fabian (Hank Landry)
- Andrew McClain (Moe Flater)
- Charlie Weber (Glen)

### Épisode 8:Étrange disparition
- États-Unis : 21 novembre 2006 sur The CW
- France : 4 mai 2007 sur M6

- États-Unis : 2,57 millions de téléspectateurs (première diffusion)

- Ed Begley Jr. (Cyrus O'Dell)
- Patricia Hearst (Selma Hearst Rose)
- David Tom (Chip Diller)
- Charles Shaughnessy (Budd Rose)
- Chastity Dotson (Nish)
- Cher Ferreyra (Fern)
- Michael Charles Roman (Wilson Behan)
- Krista Kalmus (Claire)
- Brian Kimmet (Brant)
- Keri Lynn Pratt (Hallie Piatt)
- Scott Alan Smith (Roger Hearst)

### Épisode 9:Ici, Maintenant
- États-Unis : 28 novembre 2006 sur The CW
- France : 16 novembre 2007 sur M6

- États-Unis : 3,44 millions de téléspectateurs (première diffusion)

- Ed Begley Jr. (Cyrus O'Dell)
- Ryan Devlin (Mercer Hayes)
- David Tom (Chip Diller)
- Andrew McClain (Moe Flater)
- James Jordan (Tim Foyle)
- Patrick Fabian (Hank Landry)
- Jaime Ray Newman (Mindy O'Dell)
- Chastity Dotson (Nish)
- Jeremy Roberts (Mel Stoltz)
- Krista Kalmus (Claire)
- Charlie Koznick (Drew)

### Épisode 10:Monnaie de singe
- États-Unis : 23 janvier 2007 sur The CW
- France : 19 novembre 2007 sur M6

- États-Unis : 3,23 millions de téléspectateurs (première diffusion)

- Patrick Fabian (Hank Landry)
- David Tom (Chip Diller)
- Jaime Ray Newman (Mindy O'Dell)
- Michael Mitchell (Bronson Pope)
- Eric Jungmann (Gil Thomas)
- Linara Washington (Pauline Eliott)
- Jackie Tohn (l'organisatrice de la fête)
- Brittany Ishibashi (Emi)
- Brandon Hillock (Adjoint Sacks)
- Marco Dapper (Mec sexy)

### Épisode 11:Raison et Sentiments
- États-Unis : 30 janvier 2007 sur The CW
- France : 20 novembre 2007 sur M6

- États-Unis : 2,69 millions de téléspectateurs (première diffusion)

- Adam Rose (Max)
- Chastity Dotson (Nish)
- Cher Ferreyra (Fern Delgado)
- Krista Kalmus (Claire Nordhouse)
- Brianne Davis (Wendy)
- Christopher Carley (l'homme au téléphone)
- Richard Keith (Brian)
- Jackie Debatin (Madame)
- Amanda Noret (Madison Sinclair)
- Brandon Hillock (Adjoint Sacks)

### Épisode 12:La colère est mauvaise conseillère
- États-Unis : 6 février 2007 sur The CW
- France : 21 novembre 2007 sur M6

- États-Unis : 2,4 millions de téléspectateurs (première diffusion)

- Richard Grieco (Steve Botando)
- James Jordan (Tim Foyle)
- Jaime Ray Newman (Mindy O'Dell)
- Amanda Noret (Madison Sinclair)
- Chris Ellis (Prêtre Ted Capistrano)
- Carlee Avers (Bonnie Capistrano)
- Toni Trucks (Phyllis)
- Vince Grant (Thurman Randolph)
- Juliette Jeffers (Dr. Chambliss)
- Johnny Kastl (Eddie Nestles)

### Épisode 13:Le coupable idéal
- États-Unis : 13 février 2007 sur The CW
- France : 22 novembre 2007 sur M6

- États-Unis : 2,37 millions de téléspectateurs (première diffusion)

- Matt McKenzie (Coach Tom Barry)
- Jonathan Chase (Josh Barry)
- Juliette Goglia (Heather Button)
- Jaime Ray Newman (Mindy O'Dell)
- Robert Ri'chard (Mason)
- Daran Norris (Cliff McCormack)
- Patrick Fabian (Hank Landry)
- Jeremy Roberts (Mel Stoltz)
- Tracey Needham (Kathleen Barry)

### Épisode 14:Derrière les barreaux
- États-Unis : 20 février 2007 sur The CW
- France : 23 novembre 2007 sur M6

- États-Unis : 2,27 millions de téléspectateurs (première diffusion)

- Richard Grieco (Steve Botando)
- Jonathan Chase (Josh Barry)
- Matt McKenzie (Tom Barry)
- Tracey Needham (Kathleen Barry)
- Robert Ri'chard (Mason)
- Patrick Fabian (Hank Landry)
- Jaime Ray Newman (Mindy O'Dell)
- Ken Marino (Vinnie Vanlowe)
- Michael Mitchell (Bronson Pope)
- Daran Norris (Cliff McCormack)
- Brandon Hillock (Adjoint Sacks)

- Dick et Piz n'apparaissent pas dans cet épisode.
- Dernière apparition de Michael Muhney (Don Lamb).

### Épisode 15:Suspects
- États-Unis : 27 février 2007 sur The CW
- France : 26 novembre 2007 sur M6

- États-Unis : 2,66 millions de téléspectateurs (première diffusion)

- Ed Begley Jr. (Cyrus O'Dell)
- Patrick Fabian (Hank Landry)
- James Jordan (Tim Foyle)
- Jaime Ray Newman (Mindy O'Dell)
- Jesse James (JD Sampson)
- Dendrie Taylor (Tori)
- Brandon Hillock (Adjoint Sacks)

### Épisode 16:Les Jardins de Babylon
- États-Unis : 1er mai 2007 sur The CW
- France : 27 novembre 2007 sur M6

- États-Unis : 2,35 millions de téléspectateurs (première diffusion)

- Duane Daniels (Van Clemmons)
- Anthony Azizi (Rashad Kermani)
- Carole Davis (Sabira Kermani)
- Tracey Needham (Kathleen Barry)
- Jack McGee (Mr Murphy)
- K.C. Clyde (Adjoint Gills)
- Azita Ghanizada (Amira Kermani)
- Haaz Sleiman (Nasir Ben-Hafaid)
- Adam Rose (Max)
- Cole Williams (Derrick Carr)
- Eric Ladin (le frère de Derrick)
- Brandon Hillock (Adjoint Sacks)
- Fred Stoller (le développeur de photos)

### Épisode 17:Rock'n'roll attitude
- États-Unis : 8 mai 2007 sur The CW
- France : 28 novembre 2007 sur M6

- Paul Rudd (Desmond Fellows)
- Ken Marino (Vinnie Vanlowe)
- Max Greenfield (Leo D'Amato)
- Adam Rose (Max)
- Michael Mitchell (Bronson Pope)
- Lindsey McKeon (Trish Vaughn)
- Suzanne Cryer (Grace Schaffer)
- Taylor Sheridan (Danny Boyd)
- Brandon Hillock (Adjoint Sacks)

### Épisode 18:Veronica Mars, détective privé
- États-Unis : 15 mai 2007 sur The CW
- France : 29 novembre 2007 sur M6

- États-Unis : 2,1 millions de téléspectateurs (première diffusion)

- Nelsan Ellis (Apollo Bukenya)
- Babs Olusanmokun (Kizza Oneko)
- Daran Norris (Cliff McCormack)
- Ken Marino (Vinnie Vanlowe)
- Edi Gathegi (Zeke Molinda)
- Rodney Rowland (Liam Fitzpatrick)
- Adam Rose (Max)
- Michael Charles Roman (Wilson Behan)
- David Starzyk ('Big Dick' Casablancas)
- William Bumiller (Mr Lee)
- Brandon Hillock (Adjoint Sacks)

### Épisode 19:Piégé
- États-Unis : 22 mai 2007 sur The CW
- France : 30 novembre 2007 sur M6

- États-Unis : 1,78 million de téléspectateurs (première diffusion)

- Ken Marino (Vinnie Vanlowe)
- Saige Thompson (Abigail Montgomery)
- Tangie Ambrose (Jalisa Jones)
- Patrick Fischler (Russell Marchant)
- Lauren Bowles (Karin Mackay)
- Michael B. Silver (David Winkler)
- Dianna Agron (Jenny Budosh)
- Travis Van Winkle (Patrick Nickerson)

### Épisode 20:Après la pluie…
- États-Unis : 22 mai 2007 sur The CW
- France : 3 décembre 2007 sur M6

- États-Unis : 2,15 millions de téléspectateurs (première diffusion)

- Kyle Secor (Jake Kane)
- Max Greenfield (Leo D'Amato)
- Matthew Alan (Gorya 'Gory' Sorokin)
- Joaquin Perez-Campbell (Domonick Desante)
- David Tom (Chip Diller)
- Chastity Dotson (Nish Sweeney)
- Christopher B. Duncan (Clarence Wiedman)
- K.C. Clyde (Adjoint Gills)